# 菲爾納赫恩

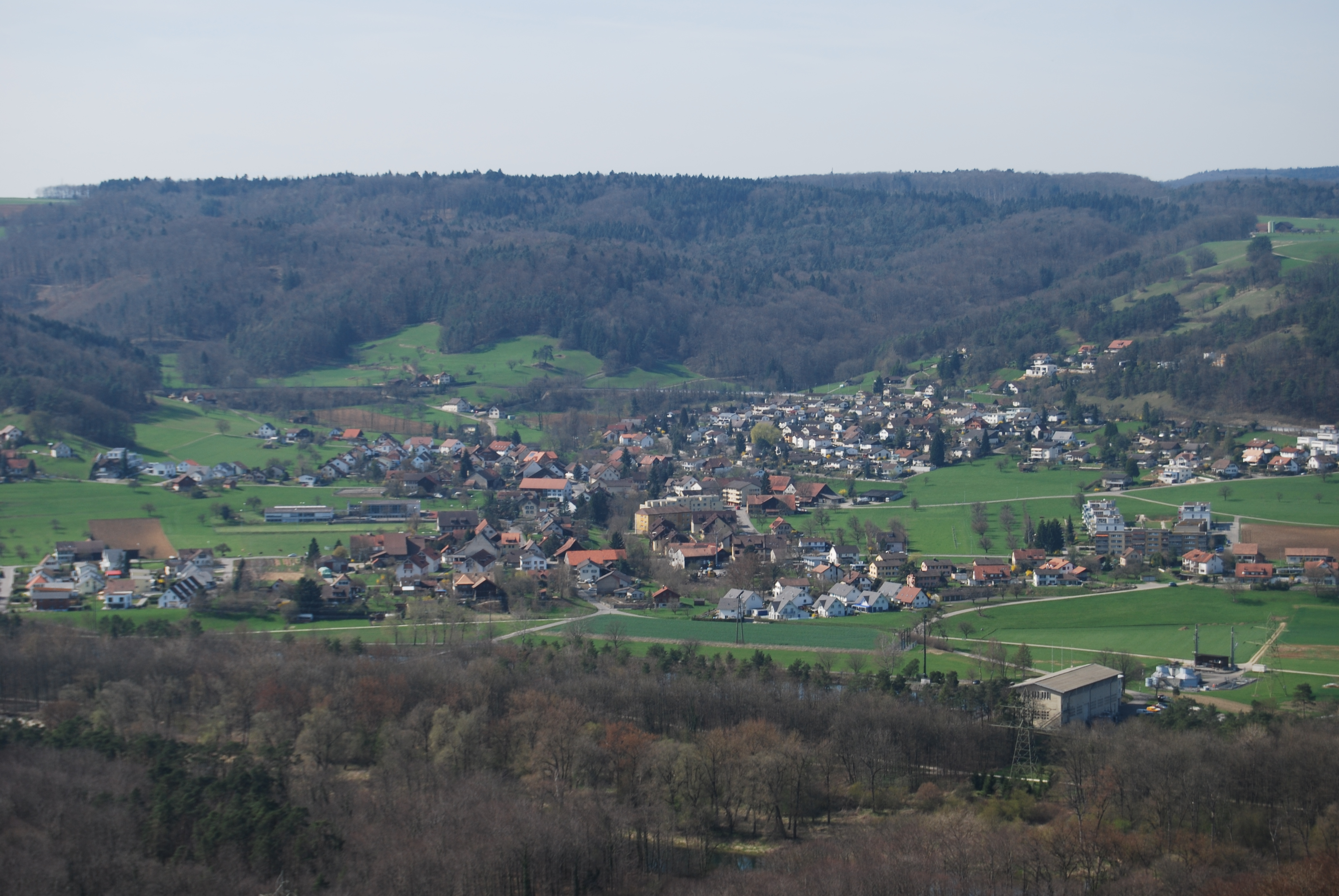

菲爾納赫恩是瑞士的城鎮，位於該國北部，由阿爾高州負責管轄，面積5.74平方公里，海拔高度362米，2012年人口1,532，五成半人口信奉基督教，人口密度每平方公里267人。